# Michel Ier (roi de Portugal)
Pour les articles homonymes, voir Michel Ier.
Michel Ier (en portugais : Miguel I), né le 26 octobre 1802 à Queluz et mort le 14 novembre 1866 à Esselbach, est roi de Portugal de 1828 à 1834.
Troisième fils du roi Jean VI et de Charlotte-Joachime d'Espagne, il fait partie de la dynastie des Bragance. Il porta successivement les titres d'Infant de Portugal, prince-régent de Portugal, puis roi de Portugal après avoir chassé du trône sa nièce, la reine Marie II. Suite à la crise de succession portugaise, qui débouche sur la guerre civile portugaise, il ne règne que 5 ans, de 1828 à 1834, et finit ses jours en exil, portant le titre de duc de Bragance.
Son parcours a donné naissance au miguelisme, un mouvement politique légitimiste et absolutiste.

## Biographie

### Enfance
L'infant Michel (Miguel Maria do Patrocinio de Bragança e Bourbon), est le troisième fils de l'infant Jean du Portugal et de Charlotte-Joachime d'Espagne. Il naît peu après le décès de son frère aîné l'infant Antoine, mort à l'âge de six ans en 1801. À sa naissance, il est troisième en ligne de succession, après son père et son frère aîné restant, Pierre.
Il a également plusieurs sœurs : Marie-Thérèse (1793-1874), Marie-Isabelle (1797-1818), Marie-Françoise (1800-1834), Isabelle-Marie (1801-1876), Marie Assomption (1805-1834) et Anne de Jésus Marie (1806-1857) qui complètent la famille royale.

### Exil au Brésil

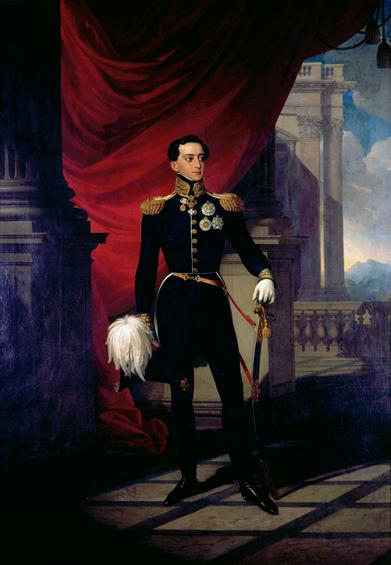
Portrait de Dom Miguel, roi de Portugal.

La reine Marie Ire perd peu à peu la raison après la mort de son mari en 1786 et celle de son fils aîné et héritier du trône, de sa fille, de son gendre et de son petit-fils en 1788. Son fils cadet, l'infant Jean est proclamé régent.
En 1807, le Portugal, fidèle allié du Royaume-Uni, est envahi par les troupes françaises. À bord du Príncipe Real (en portugais « prince royal »), les Bragance — dont la reine Marie Ire et le régent Jean — embarquent le 29 novembre pour le Brésil, à l’époque une colonie portugaise. Le navire accoste à Salvador de Bahia le 2 janvier 1808, mais l'infant Michel, qui a 5 ans, s’installe avec ses frères et sœurs au Paço da Cidade (futur palais impérial) à Rio de Janeiro.
L'empire français vaincu, la souveraineté et la dynastie légitime sont rétablies. La reine Marie Ière meurt en 1816 et le prince-régent lui succède sous le nom de Jean VI. La famille royale — le prince-héritier Pierre et sa famille exceptés — rentre au Portugal en 1821, mais se trouve confrontée aux velléités d'indépendance du Brésil et à la lutte qui divisent conservateurs cléricaux et libéraux.
Accédant aux véléités indépendantistes, Pierre accède au trône impérial brésilien en 1822, remplaçant son père à la tête de l'ex-colonie, mais il reste également héritier du trône. Très proche de sa mère, l'infant Michel a 20 ans. Si son frère est un libéral, il est de son côté un catholique traditionaliste convaincu. Si cela le rend infréquentable auprès de la bourgeoisie libérale portugaise, il bénéficie d'une grande popularité auprès du peuple,.
Le roi Jean VI accepte la constitution libérale issue de la révolution portugaise, ce qui déplaît à la reine et à l'infant Michel qui, en 1824, tentent un coup d'état : ils séquestrent le souverain, font arrêter le gouvernement et tentent en vain de le forcer à abdiquer pour permettre à Michel de restaurer une monarchie absolue (insurrection de l'Abrilada),,. L'infant est alors déchu de ses droits au trône par son pèr-e et condamné à l'exil ; il trouve refuge en Autriche. Avant de mourir, le roi confie la régence non à sa femme, qu'il a fait interner, mais à sa fille Isabelle-Marie de Portugal, en attendant le retour de l'empereur également roi de Portugal sous le nom de Pierre IV.

### L'usurpateur
En 1826, Pierre Ier du Brésil succède donc à son père sur le trône du Portugal sous le nom de Pierre IV de Portugal. Il maintient à la régence sa sœur l'infante Isabelle-Marie et cède son trône à sa fille Maria da Gloria, en 1826. Celle-ci, âgée de 7 ans, monte sur le trône du Portugal, prend le nom de Marie II. Dans un souci de réconciliation et afin d'éviter toutes querelles de succession, la jeune souveraine est fiancée à son oncle Michel qu'elle épousera à sa majorité.

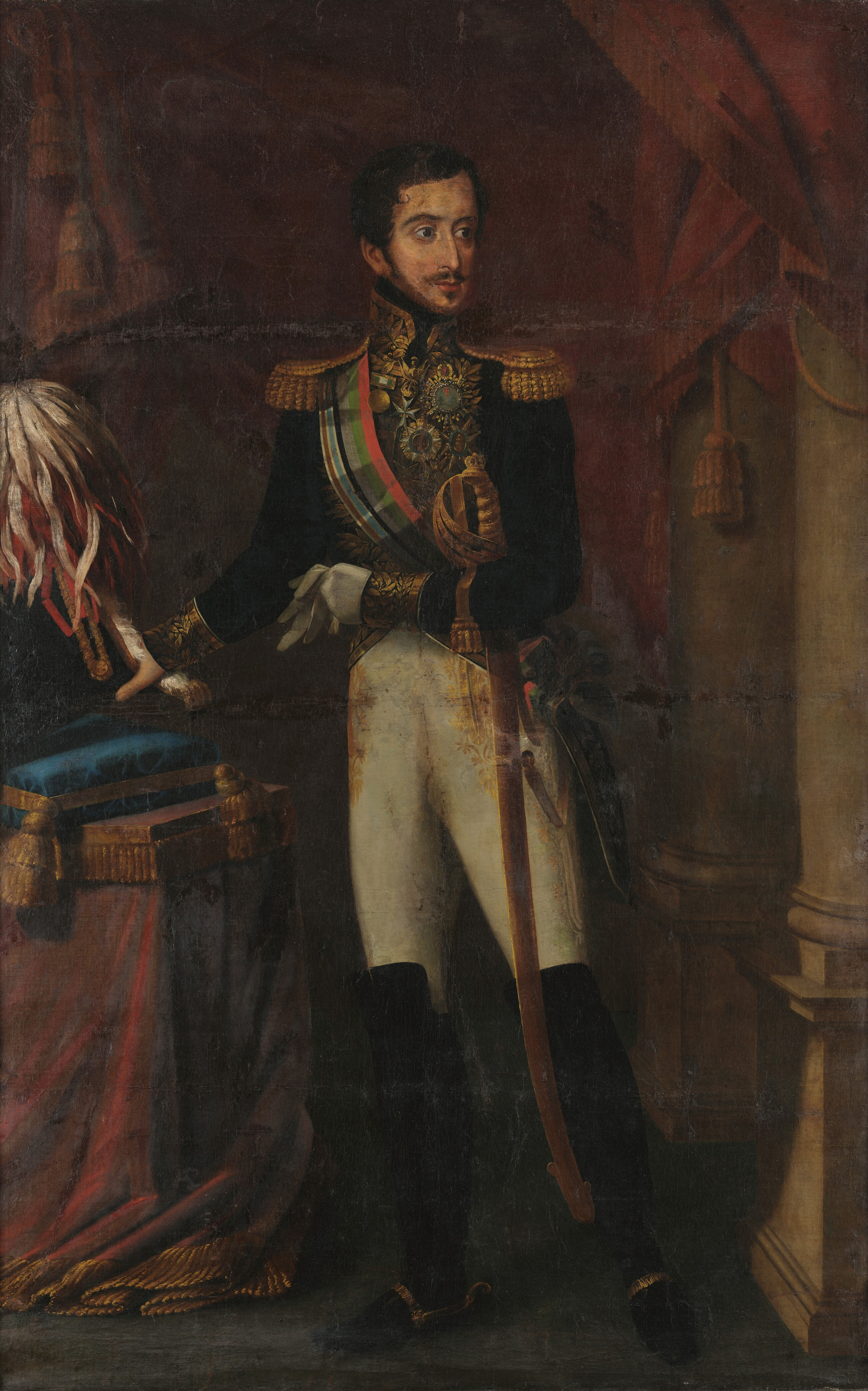
Michel Ier, en 1828.

En février 1828, Isabelle-Marie prête serment à la constitution puis renonce à la régence, que l'infant Michel assume après elle jusqu'en juin 1828,. Il détrône alors sa nièce (et fiancée), la reine Marie II, et se proclame roi de Portugal à sa place,. Le Portugal reconnaît la souveraineté du nouveau monarque, à l'exception des îles de Madère et Terceira ; Madère est facilement soumise tandis que Terceira reste fidèle à la cause libérale. Les autres membres de la famille royale qui s'impliquent soutiennent également Michel, excepté la princesse Anne de Jésus de Portugal qui suit sa nièce en Angleterre. Marie-Thérèse et Marie Françoise, toutes deux mêlées aux intrigues politiques de la Cour de Ferdinand VII, leur beau-frère, sont des soutiens fermes de l'absolutisme.
Michel mène dès lors une politique conservatrice. Le zèle excessif de ses partisans pour poursuivre les libéraux nuit toutefois au régime.
Chassé du pouvoir par son frère, revenu du Brésil, qui rétablit Marie II sur le trône en 1834, Michel Ier est contraint d'abdiquer à la suite des Accords d'Evora-Monte (26 mai 1834). Le souverain déchu embarque le 1er juin 1834 sur un navire de guerre britannique depuis Sines à destination de Gênes. Il vit en exil d'abord en Italie, puis en Angleterre et enfin en Allemagne. Il ne retourne plus jamais au Portugal.
En décembre 1834, les Cortes portugaises bannissent Michel et tous ses descendants à venir du royaume de Portugal, et la Constitution portugaise de 1838 (article 98) exclut catégoriquement leur lignée (dite migueliste) de la succession au trône. La loi de 1834 reste en vigueur jusqu'à son abrogation en mai 1950.

### Un roi en exil

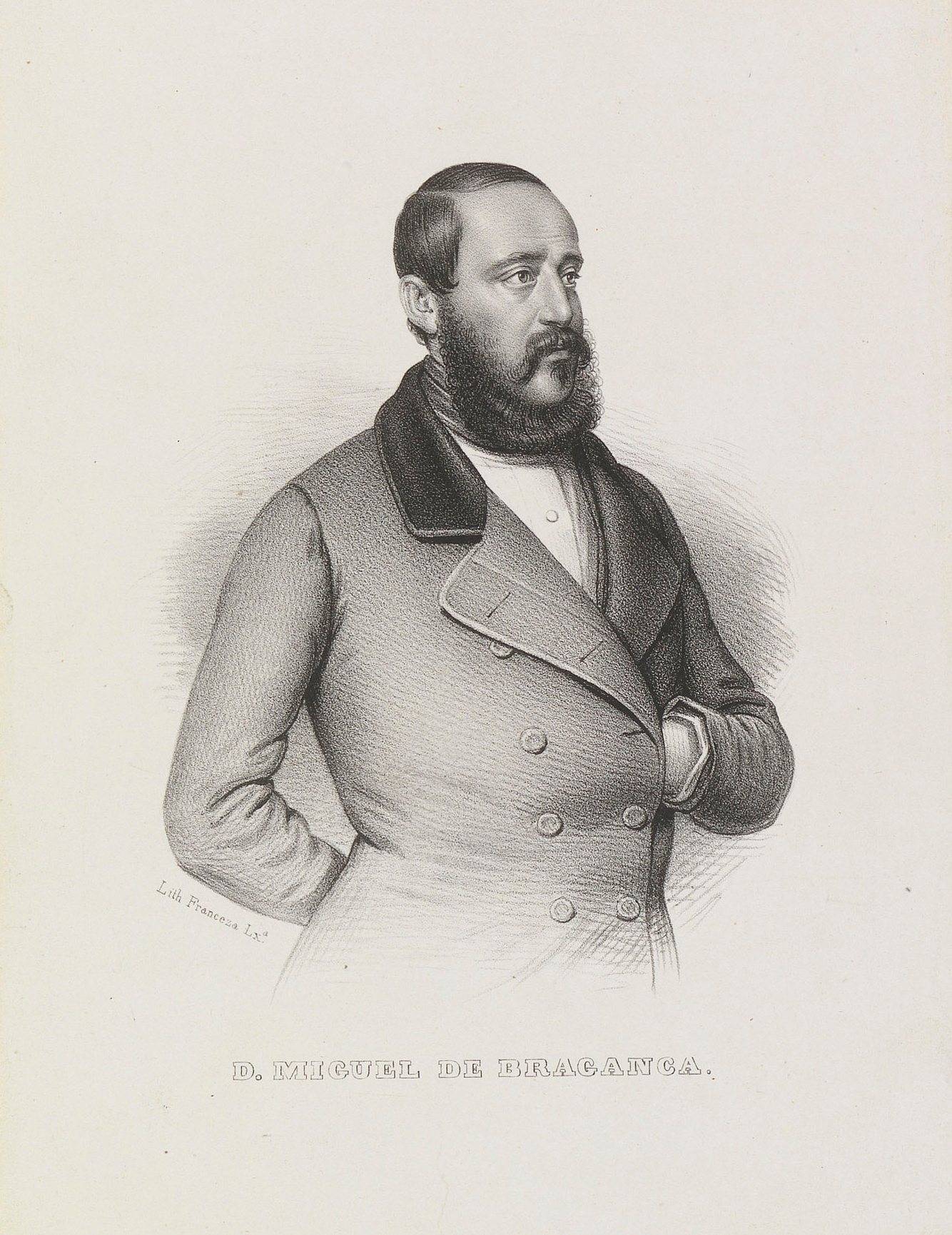
Gravure de l'ex-roi Michel en exil.

Le duc de Bragance épouse sur le tard la princesse Adélaïde de Löwenstein-Wertheim-Rosenberg qui lui donne un fils et de nombreuses filles qui toutes épouseront des membres de familles royales catholiques (Autriche, Bavière, Espagne, Parme, Luxembourg) et sont les ancêtres de nombreux princes et de souverains régnants actuels.
Lorsque le Portugal devint une république, l'ultime descendant de la branche de Saxe-Cobourg-Bragance, le roi Manuel II, est poussé à son tour à l'exil et, n'ayant aucun descendant, se réconcilie peu de temps avant sa mort (en 1932) avec Duarte de Bragance (1907-1976), petit-fils de l'ex-roi Michel, près d'un siècle après l'exil à vie de celui-ci.
Les miguelistes, partisans légitimistes des ducs de Bragance, continueront leur lutte pro-monarchiste après la mort sans descendant de Manuel II, dernier roi de Portugal.

## Titre complet
Roi de Portugal et des Algarves, de chaque côté de la mer en Afrique, duc de Guinée et de la conquête, de la navigation et du commerce d'Éthiopie, d'Arabie, de Perse et d'Inde par la grâce de Dieu.

## Mariage et descendance

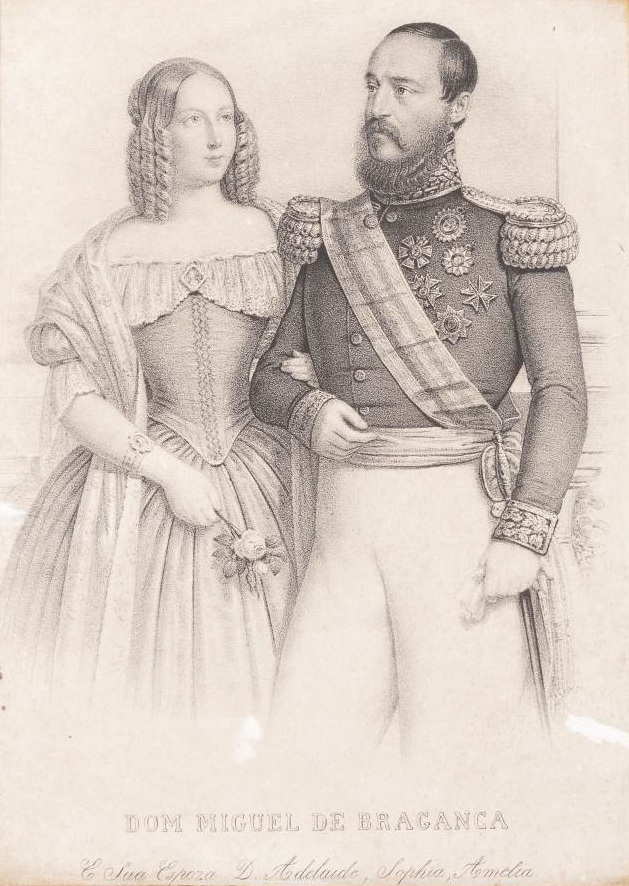
L'ex-roi Michel et son épouse Adélaïde de Löwenstein-Wertheim-Rosenberg.

En 1851, il épousa Adélaïde de Löwenstein-Wertheim-Rosenberg (1831-1909). De cette union naîtront :
- Marie-des-Neiges de Bragance (1852-1941), qui épousa en 1871 Alphonse-Charles de Bourbon, « duc de San Jaime » ;
- Michel Janvier de Bragance (1853-1927), qui épousa en 1878 Élisabeth de Tour et Taxis (1860-1881), nièce de l'impératrice d'Autriche, puis en 1893 Marie-Thérèse de Löwenstein-Wertheim-Rosenberg (1870-1935) ;
- Marie-Thérèse de Bragance (1855-1944), qui épousa en 1873 l'archiduc Charles-Louis d'Autriche, frère cadet de l'empereur François-Joseph Ier ;
- Marie-Josèphe de Bragance (1857-1943), qui épousa en 1874 Charles-Théodore en Bavière (1839-1909), frère cadet de l'impératrice d'Autriche Élisabeth de Wittelsbach (Sissi) ;
- Aldegonde de Bragance (1858-1946), qui épousa en 1876 Henri de Bourbon-Parme, comte de Bardi (1851-1905) ;
- Marie-Anne de Bragance (1861-1942), qui épousa en 1893 le grand-duc de Luxembourg Guillaume IV (1852-1912) et fut régente du grand-duché (d'où six filles, dont la grande-duchesse Charlotte de Luxembourg) ;
- Antónia de Bragance (1862-1959), qui épousa en 1884 l'ancien duc de Parme Robert Ier (d'où douze enfants, dont l'impératrice Zita de Bourbon-Parme).

Le roi Michel Ier a eu par ailleurs une fille illégitime avec une dame de Santarém, Marie de Jésus de Bragance (1834-n/d).